# Acacia rigidula
Acacia rigidula е вид растение от семейство Бобови (Fabaceae). Видът е незастрашен от изчезване.

## Разпространение
Естественият обхват на Acacia rigidula се простира на юг от Тексас в Съединените щати до централните части на Мексико.